# قصة الإسكندر

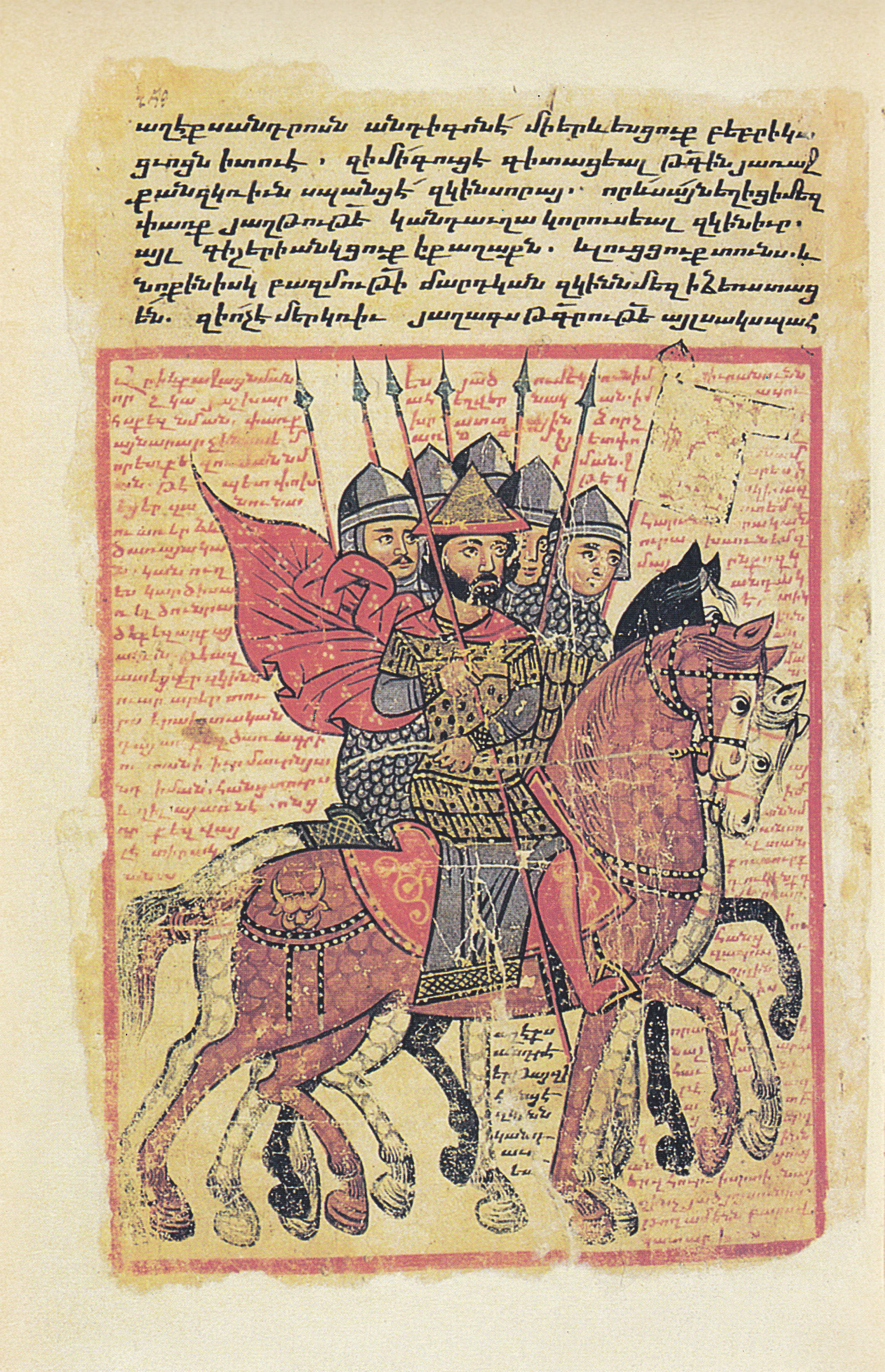
مخطوطة أرمنية لقصة الإسكندر من القرن 15 م تستند إلى ترجمة من القرن 5 م

قصص أو قصة أو رواية الإسكندر، (بالإغريقية: Άλεξάνδρου πράξεις) وصف لسيرة الإسكندر الأكبر (356-323) المكتوبة بصيغة روائية في العصور القديمة والعصور الوسطى.

## نظرة عامة
ظهرت المعالجة الأدبية الأولى لحياة الإسكندر بعد وفاته بوقت قصير. بالإضافة إلى أعمال مؤرخي الإسكندر، سرعان ما انتشرت قصص أشبه بالرواية، والتي حظيت بشعبية كبيرة في غضون فترة زمنية قصيرة جدًا، وصورت الإسكندر على أنه الفاتح وحاكم العالم ونُسبت خطأ إلى كاليسثينيس مؤرخ حياة الإسكندر (ومن هنا جاء اسم "كاليسثينيس المنحول"؛ باللاتينية: pseudo-Callisthenes). بالكاد فرقت القصص بين الحقائق والأساطير. تم تدولها في البداية بشكل شفهي في الغالب، ثم سُجلت في وقت لاحق كتابة.
هناك أربعة صيغ قديمة: يشار إليها بالحروف اليونانية α و β و γ و ε. يفترض وجود صيغة خامسة δ مفقودة، لتفسير الانحرافات في الصيغة السورية من القرن السادس الميلادي.
أقدم نسخة لاتينية هي نسخة بوليميوس Iulius Valerius Polemius من بداية القرن الرابع الميلادي. إذ تستند على الصيغة α. نسخة لاتينية أخرى تم تجميعها من مصادر يونانية، والتي كانت بمثابة النموذج للعديد من التنوعيات اللاحقة، كتبها ليو من نابولي Leo von Neapel في القرن العاشر الميلادي. هناك أيضًا نسخة λ ، ظهرت بعد 700 عن طريق تأويل الصيغة β . هناك أيضًا بعض شظايا البردي الصغيرة ونقش على الحجر تستخدم لأغراض التأريخ.
في القرن الثاني عشر نشأت الإصدارات الأولى بالعامية في أوروبا. تشمل هذه، قبل كل شيء، ثلاث نسخ فرنسية، والتي تسمى في تاريخ الأدب رواية الإسكندر (بالفرنسية القديمة: Li romans d'Alixandre) : الأولى كانت لبيزانسون Albéric de Pisançon ، والتي بقيت كأجزاء فقط (105 مقطع ثماني الأبيات) وربما تمت كتابتها حوالي 1120م. وشكلت حوالي عام 1130م، السند لأغنية الإسكندر الألمانية للامبريشت Pfaffe Lamprecht . نسخة فرنسية أخرى مجزأة فقط (785 مقطع عشريّ الأبيات) كتبها كاتب مجهول حوالي عام 1150م. والثالثة كتبها بيرناي Alexandre de Bernay حوالي 1180م وتضم تقريبا. 16000 بيت إسكندري لسيرة البطل بأكملها. وسعها لاحقًا العديد من مؤلفين غير معروفين وأعاد كتابتها آخرين في إصدارات نثرية بقيت تُقرأ حتى حوالي 1500م ووزعت أيضًا كمطبوعات. حوالي عام 1285م، كتب فون إتزينباخ Ulrich von Etzenbach رواية الإسكندر الألمانية في 30.000 بيت شعر في براغ في بلاط الملك فينزيل الثاني البوهيمي.
شكلت رواية الإسكندر في صيغها المختلفة في العصور الوسطى ، بالإضافة إلى الكتاب المقدس، الكتاب الأكثر شهرة والأكثر استخدامًا في أوروبا (مثلًا في الأدب الإنجليزي والسلافية والنوردية القديمة). انتشر مواضيع الإسكندر في وقت سابق في الشرق (خاصة في الأدب السوري). كما وجدت أصداء في آداب العالم الإسلامي، مثل كتاب الإسكندر للشاعر الفارسي نظامي الكنجوي من القرن الثاني عشر.الميلادي.

## المحتوى
استخدم لامبريشت رواية الإسكندر كأساس لنصه. تبدأ الرواية بوصف ولادة الإسكندر خلال عاصفة شديدة. ارتجفت الأرض في كل مكان وأظلمت الشمس. في السنوات الأولى من حياته، تطور بشكل أسرع من الأطفال من نفس العمر. في سن مبكرة حقق الحكمة والشجاعة والكفاءة من خلال العديد من المعلمين الذين دربوه في الفنون والعلوم الطبيعية والقانون والفنون القتالية. أحد معلميه هو أرسطو. في سن الثانية عشرة، قام بترويض الحصان الأكثر جموحًا والأكثر قوة في اليونان، ما أكسبه الشهرة الأولى. منذ ذلك الحين، أصبح الحصان رفيقه المخلص. في سن الخامسة عشرة، سعى من أجل شيء أكبر وأراد توسيع إمبراطوريته. هزم نيكولاوس، ملك قيسارية، وأعطى التاج الذي تم غزوه لأبيه. وكسر في مشادة أسنان ليسياس، الذي كان قد أقنع والد الإسكندر بالزنا مع والدته.
منذ ذلك الحين، يسعى ألكسندر إلى سطوة أكبر بشكل مستمر ولديه رسل يعلنون ذلك في جميع البلدان. يطالب ممالك أخرى باستسلام، الأمر الذي أغضب البعض. لم يحترم الصوريون الشباب الإسكندر المجهول لحينها على وجه الخصوص. ثم أوققوا رسول الإسكندر. هذا بدوره أثار غضب الإسكندر لدرجة أنه خرج لقهر صور. بعد وقوع خسائر كبيرة، أمر بإيقاف المعركة. بعد خسائر أكبر، ضربها في وقت لاحق بمساعدة النار اليونانية. أبلغ لاجئ من صور الأحداث إلى داريوس، ملك بابل، عندئذ طلب الجزية من الإسكندر. إلا أن الإسكندر يرفض هذا الجزية، فيعلن داريوس الحرب عليه ويطلب من أحد قاداته محاربة الإسكندر. تلا ذلك معركة كبيرة، يخسر الإسكندر فيها المبارزة الأولى مع أحد قادة داريوس، لكنه يبقى حيًا. بعد شفائه، يقتل ذلك القائد في معركة ثانية. ثم يطلب داريوس المزيد والمزيد من الناس لدعمه في الحرب ضد الإسكندر. سارع 630.000 رجل للمساعدة من جميع البلدان. عند هذه النقطة، علم الإسكندر بمرض والدته وعاد إلى بيته. هناك يشارك مرة أخرى في معركة يفوز بها. بعد شفاء والدته، أسس جيشًا جديدًا في اليونان وعاد إلى بلاد فارس. في طريقه إلى داريوس، خاض العديد من المعارك العظيمة ودمر العديد من المدن الكبيرة التي كانت تابعة لداريوس. المعركة ضد اللاكيدومنيين (الإسبارطيين) تنتهي بالتعادل بداية ومرة أخرى بمساعدة النار اليونانية يربح في النهاية ضدهم. ثم هناك معركة أولى مع قوات الملك الفارسي. في هذه المعركة، يأسر الإسكندر عائلة الملك.
في توقف لاحق للقتال، يتسلل الإسكندر إلى داريوس كرسول، ولكن يتم التعرف عليه، وعندئذ كان عليه أن يهرب. ثم يزحف اليونانيون إلى معركة أخرى مع الفرس. بعد معركة كبيرة، هُزمت قوات داريوس. وصار يأس كبير في بلاده. يهرب ويسأل الإسكندر المنتصر الصلح من خلال تقديم أراضيه وكنوزه له. إلا أن الإسكندر يرفض عرض السلام، لأنها بعد كسب المعركة أصبحت بالفعل في حوزته. ثم يطلب داريوس من ملك بوروس Porus في الهند المساعدة. هذا الأخير يستجيب للطلب ويرسل القوات. في هذه الأثناء، قتل داريوس على يد أميرين كانا تابعين له ذات يوم ويأملان في كسب رضى الإسكندر. إلا أن الإسكندر يشجب قتل داريوس المخزي ويقسم على الانتقام. بعد دفن عدوه الميت، يعلن الإسكندر السلام في إمبراطوريته الجديدة، ويكتشف الخونة ويقتلهم. ثم يأخذ الإسكندر ابنة داريوس كزوجته. وقد وعده الملك المحتضر بذلك. في يوم الزفاف، يصل رسول من الملك بوروس إلى الاحتفالية ويعلن الحرب على الإسكندر . يجمع الإسكندر جيشه لمحاربة الهنود في معركة كبيرة كانت خسائرها فادحة على كلا الجانبين. يعرض الإسكندر غلى بوروس مبارزة من أجل إنقاذ جيشه من خسائر أكبر. الإسكندر يقتل بوروس المتفوق جسديا بسرعة في مبارزة. ومع ذلك، فإن المعركة تتجدد بوحشية أكثر من ذي قبل، وفي النهاية يتمكن الإسكندر من السير باليونانيين إلى النصر على الهنود. بعد جنازة بوروس، ينتقل الإسكندر. يأتي إلى أوكيدراتيس Occidratis ويلتقي بشعب مسالم هناك. يريد الإسكندر مكافأة ضيافتهم. إلا أن رغبتها الوحيدة هي الحياة الأبدية، ما حعل الإسكندر يغادر هؤلاء الناس غاضبًا. يتبع ذلك طريق شاق عبر الجبال والمستنقعات وبعد مجهود كبير وصل هو وأتباعه إلى نهاية العالم. من هناك كتب رسالة إلى والدته، أبلغ فيها عن رحلة خارقة:
قاد الإسكندر جيشه إلى بوابات بحر قزوين، حيث يصل إلى نهر حيث إخماد عطش جيشه منه. إلا أن طعم الماء مر مثل الصفراء. أثناء الراحة في غابة بعد ذلك بقليل، يأتي العديد من الحيوانات والكائنات المخيفة لمهاجمة جيش الإسكندر. من بينها التنانين والأسود والشياطين. تشتعل الغابة فيخرج حيوان مخيف منها يدفع الإسكندر في النهاية إلى مواصلة رحلته. استمروا في أكيا Accia ، حيث دخلوا في غابة عجيبة. في هذه الغابة تنمو ثمار عجيبة وأشجار بدون أوراق وطيور تغني بشكل جميل لم يسمع به من قبل. ثم يسمع المحاربون أغني ساحرة، تأتي من العديد من العذارى اللتي تنمين في الزهور. بعد أن قتل الإسكندر رجلاً مرعبًا، جاءوا إلى قصر رائع مصنوع بالكامل من الأحجار الكريمة. يكتشف الإسكندر في هذا القصر رجلاً عجوزًا يتمتع بجمال أخاذ، لكنه يتركه دون إيقاظه من نومه. ينتقل الإسكندر مع جيشه إلى بلد يسمى براسياكوس Brasiacus. هناك يتلقى العطاية ويذهب إلى نهاية العالم مرة أخرى. في هذه المنطقة تقع مدينة ميروفيس Meroves ، حيث يلتقي الملكة كانداكيس Candacis وابناها. يُعامل الإسكندر بشكل جيد للغاية في المملكة، لذلك يوافق على إنقاذ زوجة كاندولوس Candaulus، الابن الأكبر. ثم يقام مهرجان كبير على شرف الإسكندر.
يلتقي الإسكندر برجل عظيم في القصر في مكان عجيب يظهر له كإله. يخبره هذا الإله أنه أسس مدينة رائعة تسمى الإسكندرية، حيث سيدفن بها.
ينهي الإسكندر الرسالة إلى والدته من خلال الإبلاغ عن رحلة عبر العديد من البلدان حيث عايش العديد من العجائب والمأسي.
في هذه الأثناء طور الإسكندر غطرسة تدفعه إلى غزو الجنة من أجل إخضاع جحافل الملائكة له. في رحلة طويلة على طول نهر الفرات، يصل مع بعض الأشخاص المخلصين إلى جدار عجيب وطويل وواسع ومصنوع من الأحجار الكريمة.
رجل عجوز، يخرج من بوابة الجدار، يعطي الإسكندر جوهرة، والتي يجب أن تساعده على تغيير رأيه. غطرسة الإسكندر خطيئة رهيبة للرجل. بعد أن اكتشف الإسكندر، بمساعدة ققيه يهودي، ما يعنيه الحجر، يدرك أن الحجر يجب أن يعلمه أن يتخلى عن تعاليه وغطرسته.
احذر من الجشع المفرط، لأنه يسبب الكثير من «الحسرة». أدرك الإسكندر أنه لم يكن من الحكمة أن يقاتل لأجل فتح الجنة، وبقي ملك يوناني شريف ومخلص لله لمدة اثني عشر عامًا أخرى.

## النقولات
1. (α) Βίος ᾿Αλεξάνδρου τοῦ Μακεδόνος (Bíos Alexándru tu Makedónos ؛ حياة ألكسندر مقدونيا)، ربما 3.   القرن ما قبل الميلاد   BC ، آمن من 270 ؛ Codex Parisinus gr.1711 (نص سيء). ترجمه ف. فيستر، ميسنهايم 1978
2. (β) πράξειςαλλισθένης ἱστοριογράφος ὁ τὰ περὶ Ελλήνων συνγραψάμενος οὗτος ἱστορεῖ Αλεξάνδρου πράξεις (Kallistenes Historiográphos ho ta perí Hellenon syngrapsámenos Hűtős historeí Alexandru praxeis ؛ المؤرخ Callisthenes ، الذي كتب عن تاريخ اليونان، ويصف الأفعال بين 300) 350 ؛ أجزاء في الدستور الغذائي . 690 من ال 11   القرن وفي Codex Laurentianus 70.37 (ربما من الثالث عشر   القرن) وفي Codex <i id="mwTw">Mosquensis 436</i> (أواخر 14th   مئة عام)
3. (γ) Διήγησις ἐξαίρετος καὶ ὄντως θαυμασία τοῦ κοσμοκράτορος Αλεξάνδρου τοῦ βασιλέως (Diegesis exaíretos kai ontos Thaumasia tu kosmokrátoros Alexandru Basileos ؛ قصة غريبة ورائعة بحق لحاكم العالم الملك ألكسندر)، كتبها (ε). نسخة مطولة من (β) مع قصص من أصل يهودي. رواه معهد Codex Hellenic في البندقية ج 5 من 14   مئة عام
4. (ε) Βίος ᾿Αλεξάνδρου τοῦ βασιλέως Μακεδόνων (Bíos Alexándru tu basiléos Makedónon ؛ حياة الإسكندر، ملك المقدونيين)، حوالي 8.   مئة عام؛ رواية قصيرة. صدر في Codex Bodleianus Barocc. 17 من ال 14   مئة عام
5. (λ)، من بين أمور أخرى في Codex Bodleianus Barocc. 23 من 14   مئة عام
6. Iulius Valerius Alexander Polemius: Res gestae Alexandri Macedonis translatae ex Aesopo Graeco (أعمال ألكسندر مقدونيا ، مترجمة من اليونانية إيسوب)؛ الترجمة اللاتينية (α). رواه Palimpsestus Taurinensis أ .2 من 6   القرن (أحرق عام 1904) وفي مخطوطات أخرى
7. ليو من نابولي، Nativitas et victoria Alexandri magni regis (ولادة ونصر الملك الإسكندر الأكبر) من العاشر   القرن، سلمت في مخطوطة جماعية ماجستير. اصمت. 3 ، فل. 192v - 219v (التوقيع القديم: E. III.1 4، حوالي 1000) من مكتبة ولاية بامبرغ؛ رقمنة مخطوطة ماجستير. اصمت. 3 في مكتبة Kaiser Heinrich في مكتبة Bamberg State Library ؛ ما مجموعه أربعة مكاتب تحرير في 19 مخطوطة.
8. ترجمة أرمينية لمخطوطة (α)، ربما من الخامس   قرن بعنوان تاريخ الفاتح العالم العظيم ألكسندر مقدونيا
9. ترجمة سورية لمخطوطة من القرن السادس تتعلق بمخطوطة (α).   قرن تحت عنوان تاريخ ألكسندر، نجل الملك المقدوني فيليب

هناك بعض شظايا البردي من الأول والثاني   مئة عام.

## الطبعات والترجمات النصية
- مارك شتاينمان: الإسكندر الأكبر و «الحكماء العراة» في الهند. المراسلات الوهمية بين الإسكندر والملك البراهمي دينديموس. مقدمة، نص لاتيني، ترجمة وتعليق. فرانك وتيممي، برلين 2012، ISBN 978-3-86596-461-8 (إصدار نقدي)
- Der Alexanderroman. Berlin/ Wiesbaden. ISBN:3-928127-97-7.
- L’Ystoire du bon roi Alexandre: der Berliner Alexanderroman; Handschrift 78 C 1 des Kupferstichkabinetts Preußischer Kulturbesitz Berlin. Stuttgart.
- Liber Alexandri Magni. Die Alexandergeschichte der Handschrift Paris, Bibliothèque Nationale, n.a.l. 310. Untersuchungen und Textausgabe. München: Artemis. ISBN:3-7608-3396-9.
- Der Alexanderroman mit einer Auswahl aus den verwandten Texten. Beiträge zur klassischen Philologie. Meisenheim am Glan. ISBN:3-445-01568-6.
- Leben und Taten Alexanders von Makedonien. Der griechische Alexanderroman nach der Handschrift L. Darmstadt. ISBN:3-534-04721-4.
- Historia Alexandri Magni. Berlin: Weidmann.
- Der Alexanderroman des Archipresbyters Leo. Sammlung Mittellateinischer Texte. 6. Heidelberg: Winter. 1913.
- Kleine Texte zum Alexanderroman. Commonitorium Palladii, Briefwechsel zwischen Alexander und Dindimus, Brief Alexanders über die Wunder Indiens nach der Bamberger Handschrift. Sammlung vulgärlateinischer Texte. Heidelberg: Winter. 1910.
- Der griechische Alexanderroman. Leipzig: Teubner. 1907.

## أدبيات الموضوع
- Willem J. Aerts : المعاجم من قصيدة الإسكندر البيزنطية ومن نيكون على الجبل الأسود. في: إريك تراب، سونيا شوناور (محرر.): المعجم البيزنطي. مساهمات في الندوة حول المعاجم البيزنطية (بون، 13 - 15. يوليو 2007). (سوبر ألتا بيرينيس. دراسات حول تأثير العصور القديمة الكلاسيكية، المجلد 4). مطبعة جامعة بون، Vandenhoeck & Ruprecht ، Göttingen 2008، ISBN 978-3-89971-484-5، ص 151 - 161، (عبر الإنترنت)
- Alexander. Berlin: de Gruyter. ص. 38–54.
- Herrschaft, Ideologie und Geschichtskonzeption in Alexanderdichtungen des Mittelalters. Göttingen: Wallstein. ISBN:3-89244-620-2. Herrschaft, Ideologie und Geschichtskonzeption in Alexanderdichtungen des Mittelalters. Göttingen: Wallstein. ISBN:3-89244-620-2. Herrschaft, Ideologie und Geschichtskonzeption in Alexanderdichtungen des Mittelalters. Göttingen: Wallstein. ISBN:3-89244-620-2.
- Willem J. Aerts: قصص السفر الإسكندر الأكبر والقديمة. في: ZRWM von Martel (ed.): حقيقة السفر وخيال السفر. دراسات في الخيال والتقاليد الأدبية والاكتشاف العلمي والملاحظة في كتابة السفر. (= دراسات بريل في التاريخ الفكري. المجلد 55). بريل، ليدن 1994، ISBN 90-04-10112-8، ص 30-38، (عبر الإنترنت)
- ترود إيلرت: شعر باللغة الألمانية لألكسندر من العصور الوسطى. العلاقة بين الأدب والتاريخ . بيتر لانج، برن / فرانكفورت 1989، ISBN 3-631-42304-7 .
- Willem J. Aerts ، Martin Gosman (ed.): Exemplum et similitudo. الإسكندر الأكبر والأبطال الآخرين كنقاط مرجعية في أدب العصور الوسطى. (= Mediaevalia Groningana ، 8). Egbert Forsten ، جرونينجن 1988.
- Willem J. Aerts ، Edmé R. Smits ، Johan B. Voorbij (ed.): فنسنت أوف بوفيه والإسكندر الأكبر. دراسات حول «منظار مايوس» وترجماته إلى العامية في العصور الوسطى. (= Mediaevalia Groningana ، 7). Egbert Forsten ، جرونينجن 1986.
- J. Gruber, G. Prinzing, F. Svejkovský, M. Wesche, H. Ehrhardt, J. van Ess, J.-H. Niggemeyer:
- A Persian Medieval Alexander-Romance. New York.
- Willem J. Aerts ، جوزيف MM Hermans (ed.): الإسكندر الأكبر في العصور الوسطى. عشر دراسات في الأيام الأخيرة للإسكندر الأكبر في الكتابة الأدبية والتاريخية. (Mediaevalia Groningana ، 1). نيميغن 1978.
- Kleine Schriften zum Alexanderroman. Meisenheim. ج. Heft 61. ISBN:3-445-01296-2.
- Die Quellen des griechischen Alexanderromans (ط. 2.). München.
- Die deutsche Alexanderdichtung des Mittelalters. Stuttgart: Metzler. 1973. ISBN:3-476-10123-1.
- The Medieval Alexander. Cambridge: University Press. 1956.
- Untersuchungen zum Alexanderroman des Archipresbyters Leo. Heidelberg: Carl Winter.
- أدولف أوسفيلد: حول نقد الرومانسية الإسكندرية اليونانية: دراسات حول الأجزاء المزيفة من أقدم التقاليد . كارلسروه 1894 (Digitalisat)
- فاكس رومانسية ألكسندر الباريسية من حوالي 1420. المكتبة البريطانية، لندن MS Royal 20 B XX. Quaternio Verlag ، Luzern (الفرنسية القديمة)

## روابط إنترنت
- www.gibs.info: ملخص (تاريخ بوابة الإنترنت في براونشفايغ e. الخامس.
- الترجمة الإنجليزية في attalus.org